# 王普 (安徽省长)

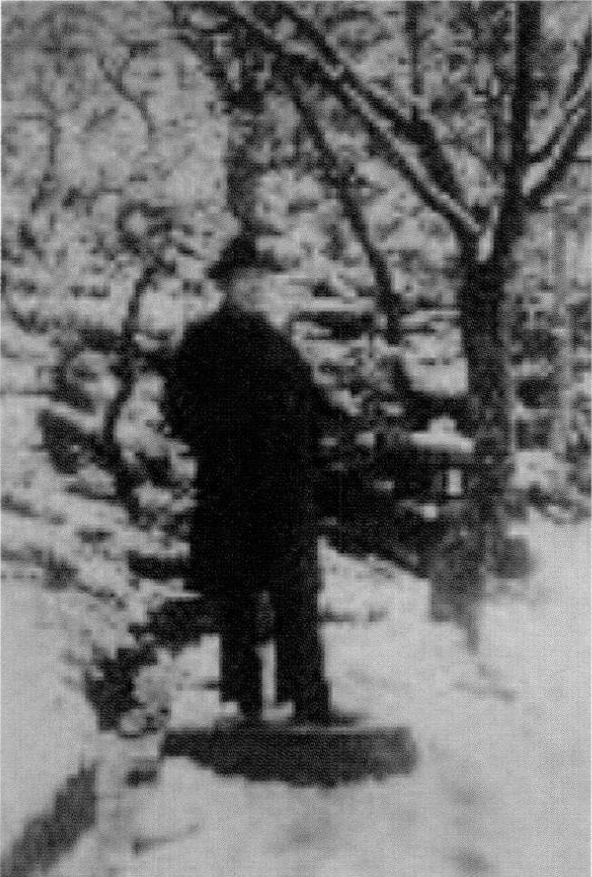
王普

王普（？—1957年8月）字慈生，又字慈僧，安徽省阜阳县（今阜阳市隅首）人，中华民国军事及政治人物。

## 生平

### 皖军将领
1891年（光绪十七年）正月廿一日，另一说为1890年（光绪十六年），王普生于一个地主家庭。父亲王雨人，曾任正阳关监督。王普幼年曾读几年私塾，后来考入保定军校。1911年辛亥革命之后，参加安徽都督兼民政长柏文蔚的军队，在卢慈普旅担任参谋。为与皖北的倪嗣冲战斗，卢慈普率北伐第一军作为先锋，向淮上进军。王普随军征战，在阜阳遭到倪嗣冲军击败。王普是倪嗣冲的未婚女婿，兵败回到家中，闲居读书。不久，王普在父亲王雨人的操办下，与倪嗣冲之女倪道蕴（宁夫人所生育）完婚。
婚后初期，王普与倪嗣冲因政见不同，故感情不和，王普经常抨击倪嗣冲在安徽的作为，倪嗣冲也不起用女婿王普，王普只好继续闲居在家。后来，经过亲友的劝说，倪嗣冲的态度开始转变，任命王普为安徽都督府副长官，后来又保送王普赴北京入陆军大学学习。王普自陆军大学结业后，回任安徽都督府副长官。王普很希望亲自带兵，便通过岳母及妻子向倪嗣冲求情。1916年，王普被倪嗣冲任命为安武军第三路统领，自此二人的关系开始密切。王普成了倪嗣冲统治安徽的支柱之一。王普为报答倪嗣冲，亲口向妻子倪道蕴保证永不纳妾。 
1918年1月，倪嗣冲将自己统领的安武军改为陆军的编制，编成5个混成旅，王普任第三混成旅旅长。1920年直皖战争爆发，皖系失败，第一混成旅旅长兼皖南镇守使马联甲接任安徽督军，马联甲的第一混成旅调赴蚌埠，王普接任皖南镇守使，率第三混成旅驻守芜湖，负责防卫皖南。
王普出任皖南镇守使之后，同江苏督军齐燮元形成联盟。1924年江浙战争爆发后，马联甲命令王普率部自皖南进攻浙江，帮齐燮元攻浙军。浙军卢永祥战败后，通电下野。王普虽然出兵，但并未交战即获凯旋，在芜湖摆庆功宴，并向北京政府写了一份战功报告，要求北京政府补助军需100多万元，报江苏督军齐燮元转呈北京政府。齐燮元接报告后，为作顺水人情，写了许多溢美之词，报告转至北京政府后，获得批准。因王普是皖南镇守使，军费由安徽省转拨，北京政府乃将批文下达安徽督军马联甲。马联甲扣下一半拨款，王普只得到另一半。王普将这50多万元迅速送至天津，交妻子倪道蕴保管。1924年9月，王普获授将军府通威将军。
1924年10月，第二次直奉战争爆发，直系战败。王普乃通电反昊拥段，请段祺瑞主持北京政局。王普与倪嗣冲旧部的第二混成旅旅长李培基、第四混成旅旅长高世读、新任第一混成旅旅长倪朝芝等人共同制造舆论，反对马联甲督皖。为驱逐马联甲，王普等人还授意马联甲手下团长吴大鹤，以武力驱逐了马联甲。
马联甲被驱逐后，王普又着意驱逐第五混成旅旅长石忠玉（河南人，原安武军将领）。王普授意蚌埠警备司令程香圃设鸿门宴，迫使石忠玉让位。1925年1月24日，段祺瑞在北京就任中华民国临时政府临时执政，1月28日段祺瑞发表临时执政令，“任王揖唐为安徽省省长兼督办军务善后事宜”。王普仍然担任皖南镇守使兼第三混成旅旅长，且一度代理省长之职。

### 从五省联军到国民革命军
1925年，奉系张作霖率奉军入山海关后，沿津浦铁路南下，前锋姜登选所部占领宿州、蚌埠。10月7日，皖赣苏闽浙五省代表在杭州召开会议，决定五省联盟，推举孙传芳任总司令，树起了“拥段反奉”的旗帜。10月18日，以王普为首的皖军响应孙传芳“通电讨奉”。10月2日，王普被孙传芳任命为皖军副总指挥。王普联合皖军将领倪朝荣、高世读、华疏庵等人率部自临淮关、寿县、颖上县等地出法，进军蚌埠，解除驻扎蚌埠的奉军姜登选部的武装。皖军接连大胜，先后占领
蚌埠、宿州、符离集。10月27日，王普被孙传芳任命为第十二军军长，皖军配合“五省联军”在徐州以南、蚌埠以北对奉军发起总攻。奉军全线溃退，五省联军进入徐州。12月1日，孙传芳任命陈调元为五省联军皖军司令，王普为安徽省省长。
1926年2月，国民革命军北伐，在两湖地区击败吴佩孚之后，又进攻孙传芳的五省联军。孙传芳将五省联军编为五个方面军，任命陈调元为五个方面军的总指挥。王普随陈调元入驻九江、武穴地区，沿长江布防，防御北伐军。10月初，北伐军主力发动对五省联军的总攻。10月底，王普率部与北伐军激战三个昼夜，皖军败走。王普在此期间因患病而咯血，卧床数日。1927年2月，北伐军进入安徽，王普随陈调元宣布脱离五省联军，改投国民革命军。蒋介石任命陈调元为国民革命军第二十七军军长兼北路军总指挥，任命王普为第二十七军副军长，邵华任政治部主任，命王普率部北上。1927年北伐时，邵华担任王普与蒋介石之间的联系人。
孙传芳失败后，撤退到山东，在山东督办张宗昌的支持下，重整军队，南下讨伐蒋介石。王普因曾投孙传芳，故不愿意同孙传芳正面作战，乃采取观望姿态。陈调元希望独占安徽省，于是在蒋介石面前说了王普的坏话。此时，王普所部集结于淮北，一度驻王普的家乡阜阳。1928年初，蒋介石命令调第二十七军驻防江南，王普自思处境凶险，乃将蒋介石拨给第二十七军的全部军饷扣押，将部队交给参谋长杨亚东率领南下。第二十七军刚渡过长江便被蒋介石的亲信部队缴械。王普自此决定脱离军政界，携带积攒多年的300万元来到天津。

### 天津生活
王普在天津英租界怡丰道（即34号路）54号（今湖北路55号）兴建了一座英式花园住宅。其中，前部建于1928年；后部扩建于1934年，乃为其儿子王传纲结婚而扩建。此外，王普还投资裕元纱厂、寿丰面粉厂、丹凤火柴厂、金城银行等等。王普将另一部分现金存进外国银行，支取利息。
1940年3月，汪精卫政权（南京国民政府）在南京成立。王普被列入汪精卫政权中央政府人员名单中，任为安徽省省长。但汪精卫两度派齐燮元赴天津的王普寓所游说，均被王普拒绝。该名单出台后，曾在重庆流传，并且还一度误传王普已经到安徽就任安徽省省长。这一谣传给当时在重庆的王普家族人士造成了很大压力。
1945年抗日战争胜利后的北平市首任市长熊斌是王普早年在陆军大学时的同学，关系甚好。1946年，蒋介石视察北平，自熊斌处得知王普住在天津，乃于1946年8月派一位少将到天津探望王普。1947年至1948年，中國民主社會黨提名王普在立法委员选举中被提名为候选人之一，当选候补立法委员。
1948年，中国国民党天津市党部主任委员邵华建议王普随国民大会代表、立法委员撤往台湾，但王普坚持留在天津。1949年1月15日，中国人民解放军占领天津，此后王普依然在家闲居。
1950年春，中央人民政府副主席、全国政协副主席、中国国民党革命委员会（民革）创始人李济深来信召王普赴北京叙旧。李济深在1920年以前曾任陆军大学教官，为王普当年的老师，二人且有私交。不久，经李济深介绍，王普在天津加入中国国民党革命委员会，成为天津民革的成员，并应邀出任天津市新华区第一届政协委员。
1950年代初，王普出售了湖北路的房产，购买了附近郑州道38号（今26号）的一座欧洲式小洋楼。
1957年8月，王普病逝。政协两度派员到其家中吊唁。

## 家庭
- 妻：倪道蕴，倪嗣冲长女。
- 子：王传纲，自天主教辅仁大学毕业，喜爱文学。1966年文化大革命前夕逝世。[1]